# Khon Kaen (Provinz)
Khon Kaen (thailändisch ขอนแก่น) ist eine Provinz (Changwat) in der Nordostregion von Thailand, dem Isan. Sie gehört zu den bevölkerungsreichsten Provinzen des Landes und erfüllt für Handel, Verkehr und Bildung in Nordostthailand eine zentrale Funktion. Die Hauptstadt der Provinz Khon Kaen heißt ebenfalls Khon Kaen.

## Geographie
Die Provinz liegt inmitten des wenig fruchtbaren Khorat-Plateaus, etwa 360 Kilometer nordöstlich der Hauptstadt Bangkok.
| Benachbarte Provinzen: | Benachbarte Provinzen:              |
| ---------------------- | ----------------------------------- |
| Norden                 | Loei, Udon Thani und Nongbua Lamphu |
| Osten                  | Kalasin und Maha Sarakham           |
| Süden                  | Buriram und Nakhon Ratchasima       |
| Westen                 | Chaiyaphum und Phetchabun           |

### Wichtige Städte
- Khon Kaen
- Chum Phae
- Kranuan

### Universitäten
- Universität Khon Kaen (Koordinaten: 16° 25′ 24,5″ N, 102° 48′ 33,5″ O)
- Technische Universität Rajamangala Isan Khon Kaen Campus (Koordinaten: 16° 27′ 19,8″ N, 102° 49′ 43,7″ O)

## Klima
Das Klima ist – wie im übrigen Thailand – tropisch-monsunal. Zwischen der heißen Jahreszeit und dem Winter herrschen hier jedoch extreme Unterschiede. Die heiße Jahreszeit ist wirklich heiß, mehr als 40 °C im Schatten ist nicht ungewöhnlich.
Im Winter können nachts jedoch Temperaturen unter 10 °C auftreten (stellenweise ist auch Nachtfrost möglich), während in den übrigen Landesteilen das Thermometer praktisch nie unter 20 °C fällt. Die Landmasse macht sich im Nordosten bereits bemerkbar und führt sozusagen zu einem lokalen „Kontinentalklima“.
|                       | Jan  | Feb  | Mär  | Apr  | Mai   | Jun   | Jul   | Aug   | Sep   | Okt   | Nov  | Dez  |   |         |
| Mittl. Tagesmax. (°C) | 30,8 | 33,0 | 35,4 | 36,4 | 34,6  | 33,6  | 32,9  | 32,1  | 31,8  | 31,5  | 30,5 | 29,9 | ⌀ | 32,7    |
| Mittl. Tagesmin. (°C) | 17,0 | 19,6 | 22,7 | 24,8 | 24,8  | 24,9  | 24,5  | 24,3  | 23,8  | 22,6  | 21,9 | 16,7 | ⌀ | 22,3    |
|                       |      |      |      |      |       |       |       |       |       |       |      |      |   |         |
| Niederschlag (mm)     | 2,1  | 14,7 | 38,0 | 72,5 | 172,2 | 170,9 | 165,2 | 206,8 | 239,4 | 113,3 | 15,1 | 4,2  | Σ | 1.214,4 |
|                       |      |      |      |      |       |       |       |       |       |       |      |      |   |         |
| Regentage (d)         | 0,8  | 2,2  | 3,8  | 7,7  | 13,9  | 14,9  | 16,2  | 17,1  | 17,6  | 9,7   | 2,3  | 0,7  | Σ | 106,9   |

| 17,0 |

| 19,6 |

| 22,7 |

| 24,8 |

| 24,8 |

| 24,9 |

| 24,5 |

| 24,3 |

| 23,8 |

| 22,6 |

| 21,9 |

| 16,7 |

| 17,0 |

| 19,6 |

| 22,7 |

| 24,8 |

| 24,8 |

| 24,9 |

| 24,5 |

| 24,3 |

| 23,8 |

| 22,6 |

| 21,9 |

| 16,7 |

| N i e d e r s c h l a g | 2,1 | 14,7 | 38,0 | 72,5 | 172,2 | 170,9 | 165,2 | 206,8 | 239,4 | 113,3 | 15,1 | 4,2 |
|                         | Jan | Feb  | Mär  | Apr  | Mai   | Jun   | Jul   | Aug   | Sep   | Okt   | Nov  | Dez |

## Bevölkerung
Über lange Jahre bis etwa zum 14. Jahrhundert war die Region durch die Khmer geprägt. Dies schlägt sich in eigenen Sitten, in traditioneller Musik, besonderen Tänzen und auch in zahlreichen gut erhaltenen Bauten aus der Khmer-Zeit nieder. Die Sprache des Isan ist eher der laotischen Sprache verwandt als der thailändischen.

## Wirtschaft und Bedeutung

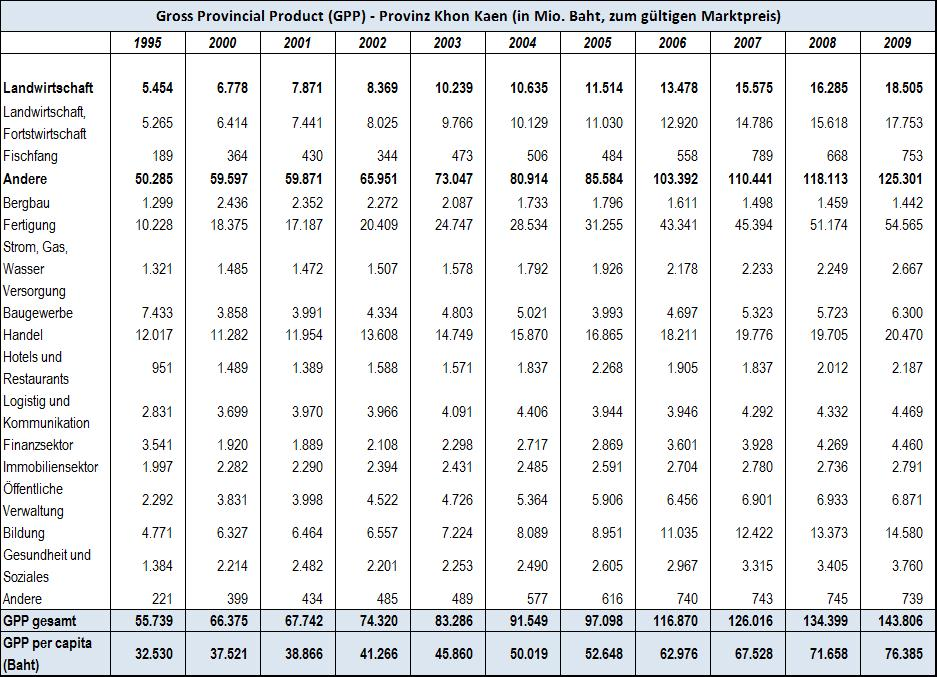
Gross Provincial Product der Provinz Khon Kaen, 1995 bis 2009

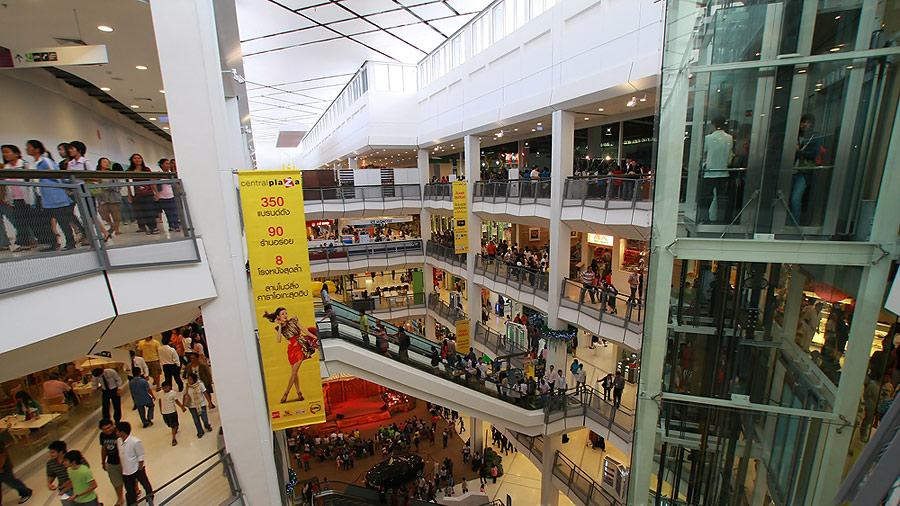
Im Khon Kaen Central Plaza, einem der größten Einkaufszentren der Nordostregion

Die Gegend ist wie der gesamte Isan relativ arm, der durchschnittliche Verdienst der Bevölkerung liegt bei etwa 30 % dessen, was man in Bangkok verdient. Deshalb gibt es eine allgemeine, jedoch nur temporäre Landflucht: die Menschen verdingen in den reicheren Gegenden und kehren zwischendurch wieder in ihre Heimat zurück, vor allem zur Reissaat und -ernte; aber auch zu Songkran kehren Massen – insbesondere aus Region Bangkok – zurück, um in ihrer Heimat zu feiern.
Dessen ungeachtet bildet Khon Kaen, neben Nakhon Ratchasima, das wichtigste Verwaltungs- und Handelszentrum des Nordostens. Hier ist auch der Sitz einer Technischen Universität, die mit deutscher Hilfe gegründet wurde, und einer Zweigstelle des Thai-German Technical Institute.
Während des Vietnamkriegs bauten die Amerikaner die Infrastruktur der Gegend aus, um sie als Aufmarschgebiet zu nutzen. Insbesondere wurde damals der so genannte Friendship Highway (Schnellstraße der Freundschaft, Thanon Mittraphap errichtet, die heutige Nationalstraße 2), der auch heute die wirtschaftliche Entwicklung fördert, nachdem er zwischenzeitlich weiter ausgebaut wurde.
Im Jahr 2011 betrug das „Gross Provincial Product“ (Bruttoinlandsprodukt) zum jeweils aktuellen Marktpreis der Provinz 155,272 Milliarden Baht, dass GPP pro Kopf betrug 81.884 Baht.
Im Jahr 2010 gab es in der Provinz 1.368 Fabriken, die ein Gesamtanlagevermögen von 71,206 Milliarden Baht aufwiesen. In den Fabriken waren 2011 47.648 Personen beschäftigt. In Khon Kaen beträgt die landwirtschaftlich genutzte Fläche 4.369.043 Rai, was 64,2 % der Gesamtfläche der Provinz ausmacht. Im landwirtschaftlichen Sektor waren 2011 324.879 Personen beschäftigt. Die Provinz zählt 142 Hotels mit 3.856 Zimmern.
Die Beschäftigungsrate der über 15-Jährigen beträgt 98,45 %, die Arbeitslosenquote 0,53 %, die Rate der Seasonarbeiter liegt bei 1,02 %.

### Daten
Die unten stehende Tabelle zeigt den Anteil der Wirtschaftszweige am Gross Provincial Product in Prozent.
| Wirtschaftszweig | 2006 | 2007 | 2008 |
| ---------------- | ---- | ---- | ---- |
| Landwirtschaft   | 11,0 | 11,5 | 11,0 |
| Industrie        | 37,0 | 35,8 | 37,5 |
| Andere           | 52,0 | 52,7 | 51,5 |

Alle Angaben in %
Die am stärksten zur Wirtschaftsleistung der Provinz beitragende Branche war im Jahr 2011 das verarbeitende Gewerbe mit 60,976 Mrd. Baht, gefolgt von der Landwirtschaft mit 16,833 Mrd. Baht, Bildung mit 15,824 Mrd. Baht sowie dem Groß- und Einzelhandel mit 15,056 Mrd. Baht.
Die Provinz Khon Kaen hat insgesamt 1.049 Feuchtgebiete mit einer Fläche von 151,8 km², die mehr oder weniger intensiv für die Landwirtschaft genutzt werden.

### Staudämme
Ubol-Ratana-Staudamm – hieß ursprünglich Phong Neep; bildet den größten Stausee im Isan und wird von einer hohen, in Weiß gehaltenen Buddhastatue (Koordinaten: 16° 45′ 49,3″ N, 102° 37′ 10,4″ O) überragt. Er ist auch beliebtes Ausflugsziel, insbesondere zu den Steinstränden „Pattaya 2“ (Koordinaten: 16° 38′ 14,8″ N, 102° 32′ 42,9″ O) und „Bang Saen 2“ (Koordinaten: 16° 44′ 21,4″ N, 102° 37′ 44,7″ O).

## Verkehr

### Flughafen
Khon Kaen (Code KKC).

## Geschichte
Die Gegend war nachweislich bereits im 4. Jahrtausend v. Chr. besiedelt. Man verfolgte Reisanbau, Viehzucht und die Herstellung von Keramiken.
Khon Kaen gehörte in der geschichtlichen Zeit zum Großreich Dvaravati, das bis zum 8. Jahrhundert von den Khmer (Angkor) abgelöst wurde. Ayutthaya eroberte die Gegend, die damit an Siam fiel und endgültig in der Anfangsphase der Chakri-Dynastie unter König Phutthayotfa Chulalok Maharat (Rama I.) gefördert wurde. Die meisten heutigen Dörfer (Ban) sind Gründungen aus der Zeit des 18. und frühen 19. Jahrhunderts.
Siehe auch: Geschichte Thailands und entsprechender Eintrag in Khon Kaen.

## Archäologie
- Ban Na Di – archäologischer Fundplatz im Amphoe Nong Na Kham
- Ban Phak Top – archäologischer Fundplatz etwa 15 km westlich von Ban Na Di, Amphoe Nong Na Kham

## Sehenswürdigkeiten
- Phra That Kham Kaen – in Amphoe Nam Phong, ist eine 19 Meter hohe Chedi errichtet über dem Stumpf eines Tamarindenbaum (Kham Kaen = Hartholz-Stamm). Sie steht innerhalb des Wat Chediyaphum und enthält kleinere Reliquien Buddhas. Tempelfest ist am Vollmondtag des 6. Monats (meist im April). Die Provinz-Hauptstadt erhielt ihren Namen von dieser Chedi
- Chonnabot – Amphoe Chonnabot ist über die Landesgrenzen hinaus bekannt für die Produktion einer ausgezeichneten „Mat Mi“-Seide (auch Mud Mee geschrieben)
- Tham Fa Mu (Handabdruckhöhle) – in Amphoe Phu Wiang: die Höhle ist sieben Meter tief, drei Meter hoch und 50 Meter lang; sie wurde 1964 entdeckt und enthält neun menschliche Handabdrücke
- Prasat Pueay Noi (Thai: ปราสาทเปือยน้อย) – gut erhaltene Anlage aus der Khmer-Zeit, liegt etwa 78 km südlich der Provinzhauptstadt Khon Kaen im Amphoe Pueai Noi: drei Gebäude aus Ziegelstein auf einem gemeinsamen Laterit-Fundament mit verschieden gestalteten Türstürzen aus Sandstein. Das Ensemble ist umgeben von einem Wassergraben
- Nationalparks:
  - Nationalpark Phu Wiang (อุทยานแห่งชาติภูเวียง) – genannt nach dem Berg Phu Wiang; der 352 km² große Park ist der 71. Nationalpark Thailands, und liegt 85 Kilometer westlich von Khon Kaen entfernt
  - Nationalpark Nam Phong (อุทยานแห่งชาติน้ำพอง) – genannt nach dem Nam Phong Fluss, der am Ubol-Ratana-Staudamm aufgestaut wird
  - Nationalpark Phu Kao - Phu Phan Kham (อุทยานแห่งชาติภูเก้า-ภูพานคำ) – liegt zum Teil in der Provinz Udon Thani, der Phu-Phan-Höhenzug führt durch den Park
  - Nationalpark Phu Pha Man (อุทยานแห่งชาติภูผาม่าน) – in der Nähe des Phu Kradueng Nationalparks, war früher ein Wald-Schutzgebiet (Phu Poiy Forest Reserve)

## Symbole

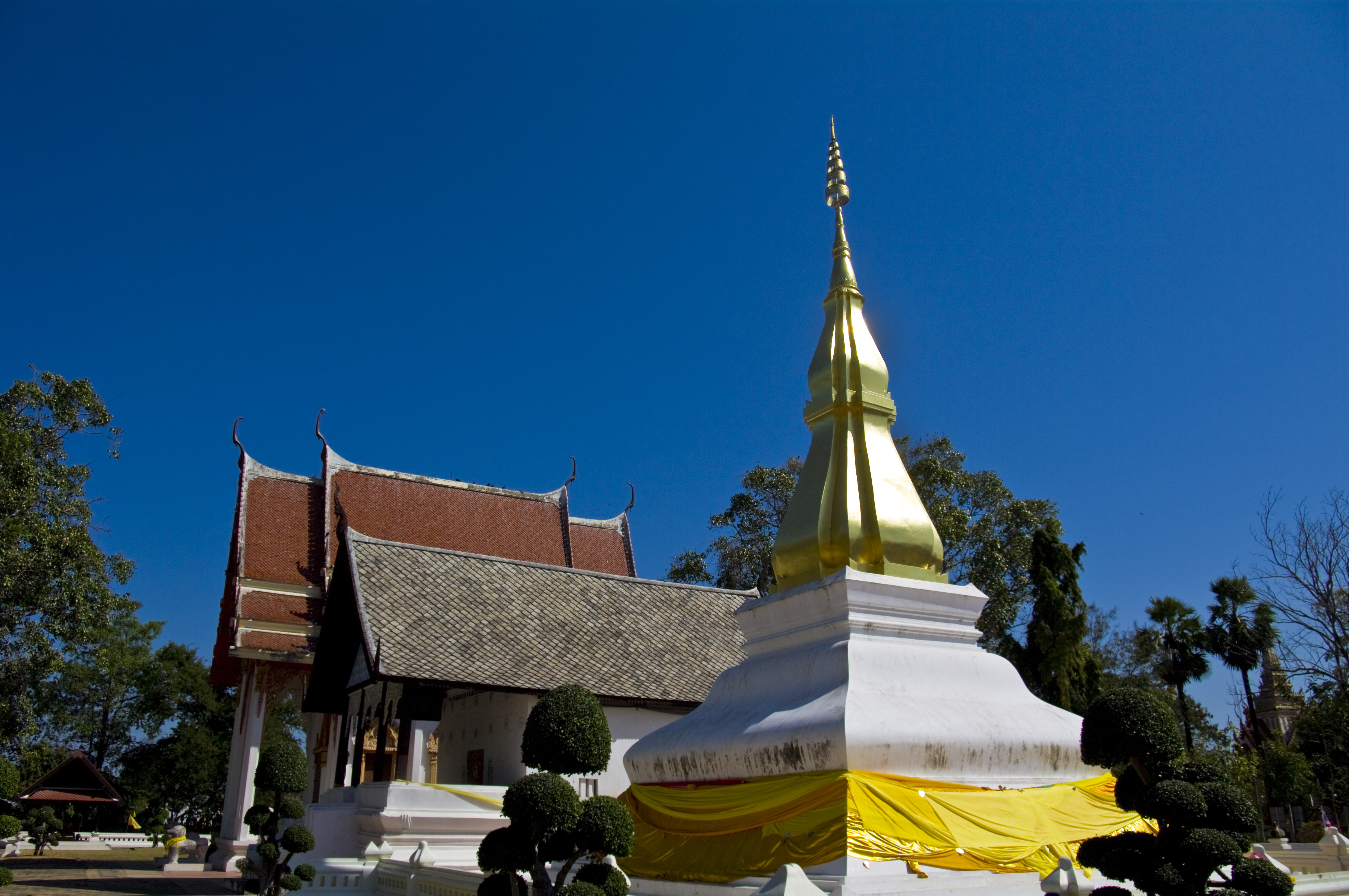
Phra That Kham Kaen, eines der Wahrzeichen der Provinz

Das Siegel von Khon Kaen zeigt den Chedi des Wat Pra That Kham Kaen, der hochverehrte Reliquien des Buddha enthält. Neben dem Chedi stehen ein Tamarindenbaum (Thai: ต้นมะขาม) und ein Goldregenbaum.
Die lokale Blume ist der Goldregenbaum (Thai: ดอกราชพฤกษ์ – Cassia fistula), der lokale Baum ist die Zwerg-Apfelblüte (Thai: กัลปพฤกษ์ – Cassia bakeriana).
Der Wahlspruch der Provinz Khon Kaen lautet:
Khon Kaen ist das Land des Schreins Kham Kaen,
Gelbe Khun-Blumen blühen überall,
Der Klang des Khaen, eines Instruments der Volksmusik, ist bezaubernd,
Der See Kaen Nakhon und das Zentrum für Thai-Seide Phuk Siaw sind Teil des Ruhms der Stadt.
(Thai: พระธาตุขามแก่น เสียงแคนดอกคูณ ศูนย์รวมผ้าไหม ร่วมใจผูกเสี่ยว เที่ยวขอนแก่นนครใหญ่ ไดโนเสาร์ลือก้อง เหรียญทองมวยโอลิมปิก)

## Verwaltungseinheiten

### Provinzverwaltung
Die Provinz Khon Kaen ist in 26 Amphoe (‚Bezirke‘ oder ‚Landkreise‘) gegliedert. Diese sind weiter unterteilt in 199 Tambon (‚Unterbezirke‘ oder ‚Gemeinden‘) und 1724 Muban (‚Dörfer‘).
| \| Amphoe (Landkreise) \| Amphoe (Landkreise) \| \| ------------------------------------------------------------------------------------------------------------------------------------------------------------------------------------------------------------------------------------------------------------------------------------------------------------------------------------------------------------- \| ------------------------------------------------------------------------------------------------------------------------------------------------------------------------------------------------------------------------------------------------------------------------------------------------------------------------------------------------------------------------------------------------ \| \| 1. Mueang Khon Kaen (อำเภอเมืองขอนแก่น) 2. Ban Fang (อำเภอบ้านฝาง) 3. Phra Yuen (อำเภอพระยืน) 4. Nong Ruea (อำเภอหนองเรือ) 5. Chum Phae (อำเภอชุมแพ) 6. Si Chomphu (อำเภอสีชมพู) 7. Nam Phong (อำเภอน้ำพอง) 8. Ubolratana (อำเภออุบลรัตน์) 9. Kranuan (อำเภอกระนวน) 10. Ban Phai (อำเภอบ้านไผ่) 11. Pueai Noi (อำเภอเปือยน้อย) 12. Phon (อำเภอพล) 13. Waeng Yai (อำเภอแวงใหญ่) \| 1. Waeng Noi (อำเภอแวงน้อย) 2. Nong Song Hong (อำเภอหนองสองห้อง) 3. Phu Wiang (อำเภอภูเวียง) 4. Mancha Khiri (อำเภอมัญจาคีรี) 5. Chonnabot (อำเภอชนบท) 6. Khao Suan Kwang (อำเภอเขาสวนกวาง) 7. Phu Pha Man (อำเภอภูผาม่าน) 8. Sam Sung (อำเภอซำสูง) 9. Khok Pho Chai (อำเภอโคกโพธิ์ไชย) 10. Nong Na Kham (อำเภอหนองนาคำ) 11. Ban Haet (อำเภอบ้านแฮด) 12. Non Sila (อำเภอโนนศิลา) 13. Wiang Kao (อำเภอเวียงเก่า)† \| | |
| Amphoe (Landkreise) | Amphoe (Landkreise) |
| 1. Mueang Khon Kaen (อำเภอเมืองขอนแก่น) 2. Ban Fang (อำเภอบ้านฝาง) 3. Phra Yuen (อำเภอพระยืน) 4. Nong Ruea (อำเภอหนองเรือ) 5. Chum Phae (อำเภอชุมแพ) 6. Si Chomphu (อำเภอสีชมพู) 7. Nam Phong (อำเภอน้ำพอง) 8. Ubolratana (อำเภออุบลรัตน์) 9. Kranuan (อำเภอกระนวน) 10. Ban Phai (อำเภอบ้านไผ่) 11. Pueai Noi (อำเภอเปือยน้อย) 12. Phon (อำเภอพล) 13. Waeng Yai (อำเภอแวงใหญ่) | 1. Waeng Noi (อำเภอแวงน้อย) 2. Nong Song Hong (อำเภอหนองสองห้อง) 3. Phu Wiang (อำเภอภูเวียง) 4. Mancha Khiri (อำเภอมัญจาคีรี) 5. Chonnabot (อำเภอชนบท) 6. Khao Suan Kwang (อำเภอเขาสวนกวาง) 7. Phu Pha Man (อำเภอภูผาม่าน) 8. Sam Sung (อำเภอซำสูง) 9. Khok Pho Chai (อำเภอโคกโพธิ์ไชย) 10. Nong Na Kham (อำเภอหนองนาคำ) 11. Ban Haet (อำเภอบ้านแฮด) 12. Non Sila (อำเภอโนนศิลา) 13. Wiang Kao (อำเภอเวียงเก่า)† |

† Die fehlenden Nummern von 26 bis 28 sind reserviert für andere in Planung befindliche Amphoe: Phu Kham Noi (ภูคำน้อย), Nong Kae (หนองแก) und Non Hin (โนนหัน).

### Lokalverwaltung
Für das ganze Gebiet der Provinz besteht eine Provinz-Verwaltungsorganisation (thailändisch องค์การบริหารส่วนจังหวัด, kurz อบจ., Ongkan Borihan suan Changwat; englisch Provincial Administrative Organization, PAO).
Auf dem Gebiet der Provinz gibt es des Weiteren 86 Thesaban (‚Kommunen‘) – darunter eine „Großstadt“ (die Provinzhauptstadt), sechs „Städte“ und 79 „Kleinstädte“ – sowie 138 Tambon-Verwaltungsorganisationen.